# 来自阿尔及利亚的卡比尔妇女和苏丹马哈茂德二世的禁卫军 (埃米勒·吉勒曼)
《埃米勒·吉勒曼》（Femme Kabyle d'Algerie and Janissaire du Sultan Mahmoud II）是埃米勒·吉勒曼（法語：Emile Guillemin) 于1884年制作的青铜雕塑。

## 描述
《阿尔及利亚卡比尔女人》和《穆罕默德二世的步兵》是成对的青铜半身像，具有银色、镀金和多彩的表面处理，并配有彩色硬石镶嵌，底座为东方大理石。女性像签名为「Guillemin/1884」，男性像签名为「Éle Guillemin」。
埃米尔·吉耶曼（法語：Émile-Coriolan Guillemin）专注于受中东和远东启发的作品。他描绘的印度猎鹰训练师（与阿尔弗雷德·巴里（法語：Alfred Barye）合作）、土耳其、库尔德、阿尔及利亚或日本女性确立了他作为19世纪1870年代中期东方主义雕塑家的声誉。他在1899年的巴黎沙龙上最后一次展出，许多作品被国家收藏。
侍卫是一个精英军事集团，最初由战俘组成，他们保护奥斯曼帝国并在社会中占据了高地，直到被苏丹穆罕默德二世（1839年去世）废除。由于他们的受欢迎程度和政治权力，他们成为了肖像的有趣题材。女性半身像《阿尔及利亚卡比尔女人》首次在1884年的巴黎沙龙上展出，并取得了巨大成功。现在的这一对作品是多彩雕塑的精细例证，埃米尔·吉耶曼（法語：Émile-Coriolan Guillemin）因此而闻名。

## 展览
它于 1884 年在卢浮宫的 巴黎沙龍（法語：Salon，偶爾作Salon de Paris）展出。

## 艺术市场
在 2008 年在纽约举行的 苏富比 拍卖会上，埃米尔·吉耶曼 （法語：Émile-Coriolan Guillemin) 创作的“阿尔及利亚的女性卡拜尔和苏丹马哈茂德二世的詹尼萨里”（1967 年）以 1,202,500 欧元的价格售出.

### 引用
1. ↑  Sotheby s (10 octobre 2021) fr "Propriété de la succession de Rochelle Sepenuk" Lot 92 （页面存档备份，存于）. Sotheby's. 2022年6月8日检索